# Rush Rush
Singles de Paula Abdul
Opposites Attract
(1989) The Promise of a New Day
(1991)
Rush Rush est une chanson de l'artiste américaine Paula Abdul issue de son second album studio Spellbound. Elle sort en single le 24 avril 1991 sous le label Virgin Records.

## Histoire
Alors que Forever your Girl connait un succès, elle commence à travailler sur des chansons de son deuxième album en 1989. À la fin de l'année 1989, elle reçoit une démo d'une chanson écrite par Peter Lord. Cette démo est la chanson Rush Rush. Elle va rencontrer le compositeur qui va produire la moitié de l'album Spellbound avec Jeffrey Smith.
Alors qu'elle commence à travailler avec ces deux compositeurs, la première chanson enregistré fut Blowing Kisses in the Wind, lorsqu'elle entends la chanson, elle en tomba amoureuse. Puis elle enregistre Rush Rush, elle est tellement enchantée par son enregistrement qu'elle voulait que ce soit son 1er single de l'album. Elle déclara plus tard qu'elle savait que ça allait être son 1er single de l'album.
Cette chanson marque une rupture par rapport à son travail précédent, car il s'agit de sa 1re ballade à sortir en single. Le pari était risqué pour elle et la compagnie savait qu'elle allait surprendre les fans de la première heure, habitués à son style dance-pop. Cependant la chanson a été très bien reçu et a eu d'importantes diffusions à la radio.
L'acteur Keanu Reeves apparaît dans le clip vidéo qui accompagne la chanson.

## Palmarès
Le single entre en 36e position du Billboard Hot 100 en mai 1991. Cinq semaines plus tard, il devient son 5e single à se classer n.1 et y reste pendant cinq semaines consécutives, devenant son plus séjour au n.1 depuis Like a Virgin de Madonna. Le single devient également un hit international, se classant n.1 au Canada et dans le top 10 dans plusieurs pays, dont l'Australie, Royaume-Uni, Suède, etc.

## Performance dans les hits-parades
| Classement (1991)                          | Meilleure position |
| ------------------------------------------ | ------------------ |
| Allemagne (Media Control AG)               | 12                 |
| Australie (ARIA)                           | 2                  |
| Autriche (Ö3 Austria Top 40)               | 23                 |
| Belgique (VRT Top 30)                      | 12                 |
| Canada (RPM Top 100 Singles)               | 1                  |
| France (SNEP)                              | 24                 |
| Irlande (Irish Recorded Music Association) | 11                 |
| Norvège (VG-lista)                         | 9                  |
| Nouvelle-Zélande (RMNZ)                    | 7                  |
| Pays-Bas (Nederlandse Top 40)              | 9                  |
| Royaume-Uni (UK Singles Chart)             | 6                  |
| Suède (Sverigetopplistan)                  | 7                  |
| États-Unis (Hot 100)                       | 1                  |
| États-Unis (R&B/Hip-Hop Songs)             | 20                 |
| États-Unis (Adult Contemporary)            | 1                  |